# Kazamat
Kazamat je utvrđeni topnički položaj ili armirana struktura iz koje pucaju topovi, a izvorno je označavala nadsvođenu komoru u utvrdi. Riječ dolazi od talijanskog casamatta, označavajući "oružanu kuću", s korijenima u riječima "casa" (kuća) i "matta" (tmurna, tamna ili mračna). U civilnoj uporabi kazamat može biti tunel usječen u stijenu na čijem su ulazu blindirana vrata, a služi za pohranu kvarljive robe. U civilnoj arhitekturi termin se također koristi za opisivanje izdubljenih štukatura korištenih uglavnom u karniši.
U mornaričkom topništvu kazamat je vertikalna armirana ploča s otvorima za topove. Slabije je zaštićena od topničke turele i pruža manje vatreno polje. Kazamat je ipak novčano jeftiniji i mnogo manje mase za danu razinu oružane zaštite.
U Američkom građanskom ratu koristile su se kazamatne oklopnjače: čelični ili armirani parobrodi s vrlo niskim slobodnim palubama i topovima postavljenima na glavnoj palubi ('kazamatnoj palubi') koji su bili zaštićeni nagibnim armiranim kazamatom. Iako su obje strane u građanskom ratu koristile kazamatne oklopnjače, ovaj tip broda najčešće se povezuje s južnom konfederacijom, dok se sjever pouzdavao u turelne monitore. Najslavnija pomorska bitka u ratu bio je dvoboj kod Hampton Roadsa između unijine turelne oklopnjače USS Monitor i konfederacijske kazamatne oklopnjače CSS Virginia (izgrađene od potpoljenih ostataka Merrimacka).
Na bojnim brodovima iz 20. stoljeća kazamati su se koristili za montiranje sekundarnih topova radi obrane broda od torpednih čamaca. U praksi su ovi topovi općenito bili prilično beskorisni; obično montirani blizu vode, kazamatni topovi bili su često preplavljeni mlazom vode, a ponekad potpuno potopljeni valjanjem broda. Moderniji dizajni uklonili su u potpunosti kazamatno naoružanje, davši prednost dodatnim vršnim turelama montiranim na sekundarne baterije.
- Kazamat kule sv. Lucijana, Malta
- Kazamat na Maginotovoj liniji
- Kazamat u kojem se nalazio 127 mm top na bojnom brodu USS North Dakota

## Više informacija
- Bunker